# Wensleydale
Wensleydale er en dal i North Yorkshire, England. Det er én af Yorkshire Dales, som er en del af Penninerne. Dalen har navn efter landsbyen Wensley, der var dalens tidligere købstad. Den primære flod i dalen er Ure, som er kilde til det alternative navn til området; Yoredale. Størestedelen af Wensleydale ligger i Yorkshire Dales National Park; delen syd for East Witton ligger i Nidderdale, som er betegnet som Area of Outstanding Natural Beauty.
Addlebrough dominerer med sine 481 m landskabet i den øvre del af dalen mens Penhill på 526 m dominerer den nødre del af dalen. Den har lagt navn til Yoredale Group karbonklipper. Dalen er kendt for sin ost, der primært produceres i Hawes.
Bolton Castle, der stammer fra 1300-tallet, ligger i Wensleydale i landsbyen Castle Bolton.